# Röhrwang (Eggenthal)
Röhrwang ist ein Ortsteil der oberschwäbischen Gemeinde Eggenthal im Landkreis Ostallgäu in Bayern.

## Geographie
Die Einöde liegt südlich von Eggenthal.